# Sindaci di Arezzo
Di seguito l'elenco cronologico dei sindaci di Arezzo e delle altre figure apicali equivalenti che si sono succedute nel corso della storia.

## Granducato di Toscana (fino al 1861)
Gonfalonieri
- Antonio Guadagnoli (1849-1850)
- Carlo Dini (1859)

## Regno d'Italia (1861-1946)
| Sindaci nominati dal governo (1861-1892)                           | Sindaci nominati dal governo (1861-1892)      | Sindaci nominati dal governo (1861-1892) | Sindaci nominati dal governo (1861-1892) | Sindaci nominati dal governo (1861-1892) | Sindaci nominati dal governo (1861-1892) |
| Nominativo                                                         | Nominativo                                    | Partito                                  | Partito                                  | Mandato                                  | Mandato                                  |
| Nominativo                                                         | Nominativo                                    | Partito                                  | Partito                                  | Inizio                                   | Fine                                     |
| ------------------------------------------------------------------ | --------------------------------------------- | ---------------------------------------- | ---------------------------------------- | ---------------------------------------- | ---------------------------------------- |
|                                                                    | Pietro Mori                                   | ?                                        | ?                                        | 16 luglio 1865                           | 31 dicembre 1870                         |
|                                                                    | Francesco Faltoni (facente funzioni)          | ?                                        | ?                                        | 1º gennaio 1871                          | 16 gennaio 1871                          |
|                                                                    | Raffaello Petri (facente funzioni)            | ?                                        | ?                                        | 16 gennaio 1871                          | 1º febbraio 1871                         |
|                                                                    | Adalindo Tanganelli (facente funzioni)        | ?                                        | ?                                        | 1º febbraio 1871                         | 3 ottobre 1872                           |
| Adalindo Tanganelli                                                | ?                                             | ?                                        | 3 ottobre 1872                           | 5 maggio 1874                            |                                          |
|                                                                    | Angiolo Mascagni (facente funzioni)           | ?                                        | ?                                        | 5 maggio 1874                            | 22 novembre 1874                         |
| Angiolo Mascagni                                                   | ?                                             | ?                                        | 22 novembre 1874                         | 23 settembre 1877                        |                                          |
|                                                                    | Alessandro Giuliani (facente funzioni)        | ?                                        | ?                                        | 23 settembre 1877                        | 8 ottobre 1877                           |
|                                                                    | Angiolo Mascagni (facente funzioni)           | ?                                        | ?                                        | 8 ottobre 1877                           | 29 luglio 1878                           |
|                                                                    | Angelo Guillichini                            | ?                                        | ?                                        | 29 luglio 1878                           | 16 aprile 1879                           |
|                                                                    | Adalindo Tanganelli (facente funzioni)        | ?                                        | ?                                        | 16 aprile 1879                           | 14 marzo 1880                            |
| Adalindo Tanganelli                                                | ?                                             | ?                                        | 14 marzo 1880                            | 14 dicembre 1881                         |                                          |
|                                                                    | Luigi Guillichini (facente funzioni)          | ?                                        | ?                                        | 15 dicembre 1881                         | 4 gennaio 1882                           |
|                                                                    | Ettore Nucci (facente funzioni)               | ?                                        | ?                                        | 4 gennaio 1882                           | 16 aprile 1882                           |
| Ettore Nucci                                                       | ?                                             | ?                                        | 16 aprile 1882                           | 6 gennaio 1883                           |                                          |
|                                                                    | Antonio Benci (facente funzioni)              | ?                                        | ?                                        | 6 gennaio 1883                           | 12 gennaio 1883                          |
|                                                                    | Ettore Nucci                                  | ?                                        | ?                                        | 12 gennaio 1883                          | 31 dicembre 1883                         |
|                                                                    | Antonio Benci (facente funzioni)              | ?                                        | ?                                        | 1º gennaio 1884                          | 24 gennaio 1884                          |
|                                                                    | Antonio Guiducci (facente funzioni)           | ?                                        | ?                                        | 24 gennaio 1884                          | 23 maggio 1884                           |
|                                                                    | Eliseo Sarri (facente funzioni)               | ?                                        | ?                                        | 23 maggio 1884                           | 11 novembre 1884                         |
|                                                                    | Santi Occhini (facente funzioni)              | ?                                        | ?                                        | 17 novembre 1884                         | 9 settembre 1885                         |
|                                                                    | Angiolo Mascagni                              | ?                                        | ?                                        | 9 settembre 1885                         | 12 agosto 1892                           |
| Sindaci eletti dal Consiglio comunale (1892-1926)                  |                                               |                                          |                                          |                                          |                                          |
| Nominativo                                                         | Nominativo                                    | Partito                                  | Partito                                  | Mandato                                  | Mandato                                  |
| Nominativo                                                         | Nominativo                                    | Partito                                  | Partito                                  | Inizio                                   | Fine                                     |
|                                                                    | Angiolo Mascagni                              | ?                                        | ?                                        | 12 agosto 1892                           | 21 settembre 1892                        |
|                                                                    | Eliseo Sarri (eletto)                         | ?                                        | ?                                        | 21 settembre 1892                        | 26 settembre 1892                        |
|                                                                    | Niccola Viti (facente funzioni)               | ?                                        | ?                                        | 26 settembre 1892                        | 27 settembre 1892                        |
|                                                                    | Giovanni Battista Bandinelli (prosindaco)     | ?                                        | ?                                        | 27 settembre 1892                        | 4 settembre 1893                         |
|                                                                    | Guglielmo Duranti                             |                                          | Partito Repubblicano Italiano            | 4 settembre 1893                         | 11 febbraio 1900                         |
|                                                                    | Vittorio Ballauri (Commissario straordinario) | –                                        | –                                        | 11 febbraio 1900                         | 1 agosto 1900                            |
|                                                                    | Antonio Guiducci                              | ?                                        | ?                                        | 11 agosto 1900                           | 26 aprile 1909                           |
|                                                                    | Pier Ludovico Occhini                         | ?                                        | ?                                        | 26 aprile 1909                           | 6 luglio 1909                            |
|                                                                    | Cammillo Lelli (prosindaco)                   | ?                                        | ?                                        | 6 luglio 1909                            | 17 luglio 1910                           |
|                                                                    | Carlo Durante (Commissario straordinario)     | –                                        | –                                        | 17 luglio 1910                           | 8 febbraio 1911                          |
|                                                                    | Ugo Mancini                                   | ?                                        | ?                                        | 8 febbraio 1911                          | 16 aprile 1914                           |
|                                                                    | Francesco Foschini (Commissario prefettizio)  | –                                        | –                                        | 16 aprile 1914                           | 28 luglio 1914                           |
|                                                                    | Cammillo Lelli                                | ?                                        | ?                                        | 28 luglio 1914                           | 9 dicembre 1919                          |
|                                                                    | Pietro Cucchiarelli (Commissario prefettizio) | –                                        | –                                        | 10 dicembre 1919                         | 8 gennaio 1920                           |
| Pietro Cucchiarelli (Commissario straordinario)                    | 8 gennaio 1920                                | –                                        | –                                        | 12 novembre 1920                         |                                          |
|                                                                    | Carlo Nenci                                   |                                          | Unione Liberale                          | 12 novembre 1920                         | 9 gennaio 1923                           |
|                                                                    | Emilio D'Eufemia (Commissario prefettizio)    | –                                        | –                                        | 9 gennaio 1923                           | 19 agosto 1923                           |
|                                                                    | Fiumicello Fiumicelli                         |                                          | Partito Nazionale Fascista               | 19 agosto 1923                           | 8 luglio 1924                            |
|                                                                    | Francesco D'Alena (Commissario prefettizio)   | –                                        | –                                        | 8 luglio 1924                            | 14 luglio 1924                           |
|                                                                    | Carlo Bruni Rossi (prosindaco)                | ?                                        | ?                                        | 14 luglio 1924                           | 16 maggio 1926                           |
|                                                                    | Giulio Nencetti (Commissario straordinario)   | –                                        | –                                        | 16 maggio 1926                           | 31 dicembre 1926                         |
| Podestà nominati dal governo (1926-1945)                           |                                               |                                          |                                          |                                          |                                          |
| Nominativo                                                         | Nominativo                                    | Partito                                  | Partito                                  | Mandato                                  | Mandato                                  |
| Nominativo                                                         | Nominativo                                    | Partito                                  | Partito                                  | Inizio                                   | Fine                                     |
|                                                                    | Guido Guidotti Mori                           |                                          | Partito Nazionale Fascista               | 1º gennaio 1927                          | 14 aprile 1930                           |
|                                                                    | Tommaso Albergotti (Commissario prefettizio)  |                                          | Partito Nazionale Fascista               | 14 aprile 1930                           | 22 maggio 1930                           |
|                                                                    | Pier Ludovico Occhini                         |                                          | Partito Nazionale Fascista               | 22 maggio 1930                           | luglio 1939                              |
|                                                                    | Alfredo Rossi (Commissario prefettizio)       |                                          | Partito Nazionale Fascista               | luglio 1939                              | 11 novembre 1939                         |
|                                                                    | Varrone Ducci                                 |                                          | Partito Nazionale Fascista               | 11 novembre 1939                         | 31 agosto 1943                           |
|                                                                    | Mariano Maculani (Commissario prefettizio)    |                                          | Partito Nazionale Fascista               | 31 agosto 1943                           | 27 febbraio 1944                         |
|                                                                    | Athos Geri (Commissario prefettizio)          |                                          | Partito Nazionale Fascista               | 27 febbraio 1944                         | 16 luglio 1944                           |
| Sindaci nominati dal Comitato di Liberazione Nazionale (1944-1946) |                                               |                                          |                                          |                                          |                                          |
| Nominativo                                                         | Nominativo                                    | Partito                                  | Partito                                  | Mandato                                  | Mandato                                  |
| Nominativo                                                         | Nominativo                                    | Partito                                  | Partito                                  | Inizio                                   | Fine                                     |
|                                                                    | Antonio Curina                                |                                          | Partito d'Azione                         | 16 luglio 1944                           | 21 marzo 1946                            |

## Repubblica Italiana (dal 1946)
| Sindaci eletti dal Consiglio comunale (1946-1995)    | Sindaci eletti dal Consiglio comunale (1946-1995) | Sindaci eletti dal Consiglio comunale (1946-1995) | Sindaci eletti dal Consiglio comunale (1946-1995) | Sindaci eletti dal Consiglio comunale (1946-1995) | Sindaci eletti dal Consiglio comunale (1946-1995) | Sindaci eletti dal Consiglio comunale (1946-1995) | Sindaci eletti dal Consiglio comunale (1946-1995) | Sindaci eletti dal Consiglio comunale (1946-1995) |
| Nominativo                                           | Nominativo                                        | Partito                                           | Partito                                           | Giunta                                            | Giunta                                            | Mandato                                           | Mandato                                           | Elezione                                          |
| Nominativo                                           | Nominativo                                        | Partito                                           | Partito                                           | Giunta                                            | Giunta                                            | Inizio                                            | Fine                                              | Elezione                                          |
| ---------------------------------------------------- | ------------------------------------------------- | ------------------------------------------------- | ------------------------------------------------- | ------------------------------------------------- | ------------------------------------------------- | ------------------------------------------------- | ------------------------------------------------- | ------------------------------------------------- |
|                                                      | Enrico Grazi                                      |                                                   | Partito Socialista Italiano                       |                                                   | PCI-PSI                                           | 21 marzo 1946                                     | 21 febbraio 1948                                  | Elezione 1946                                     |
|                                                      | Santi Galimberti                                  |                                                   | Partito Socialista Italiano                       | 21 febbraio 1948                                  | PCI-PSI                                           | 30 giugno 1951                                    |                                                   | Elezione 1946                                     |
|                                                      | Ivo Barbini                                       |                                                   | Partito Socialista Italiano                       |                                                   | PCI-PSI                                           | 30 giugno 1951                                    | 21 gennaio 1955                                   | Elezione 1951                                     |
|                                                      | Ruggero Marzocchi (Prosindaco)                    |                                                   | Partito Socialista Italiano                       | 21 gennaio 1955                                   | PCI-PSI                                           | 29 luglio 1956                                    |                                                   | Elezione 1951                                     |
|                                                      | Renato Schiavo (Commissario prefettizio)          | –                                                 | –                                                 | –                                                 | –                                                 | 29 luglio 1956                                    | 18 settembre 1956                                 | –                                                 |
| Renato Schiavo (Commissario straordinario)           | 18 settembre 1956                                 | –                                                 | –                                                 | –                                                 | –                                                 | 22 giugno 1957                                    | Elezione 1956                                     |                                                   |
|                                                      | Cornelio Vinay                                    |                                                   | Partito Socialista Italiano                       |                                                   | PCI-PSI                                           | 22 giugno 1957                                    | 24 giugno 1961                                    | Elezione 1957                                     |
|                                                      | Cornelio Vinay                                    | PCI-PSI                                           | Partito Socialista Italiano                       | 24 giugno 1961                                    | 1º agosto 1963                                    | Elezione 1961                                     |                                                   |                                                   |
|                                                      | Aldo Ducci                                        | PCI-PSI                                           |                                                   | Partito Socialista Italiano                       | 1º agosto 1963                                    | Elezione 1961                                     | 28 dicembre 1964                                  |                                                   |
|                                                      | Aldo Ducci                                        | PCI-PSI-PSIUP                                     | 28 dicembre 1964                                  | Partito Socialista Italiano                       | 23 marzo 1966                                     | Elezione 1964                                     |                                                   |                                                   |
|                                                      | Renato Gnocchi                                    | PCI-PSI-PSIUP                                     |                                                   | Partito Socialista Italiano                       | 23 marzo 1966                                     | Elezione 1964                                     | 12 luglio 1970                                    |                                                   |
|                                                      | Aldo Ducci                                        |                                                   | Partito Socialista Italiano                       |                                                   | PCI-PSI                                           | 12 luglio 1970                                    | 11 luglio 1975                                    | Elezione 1970                                     |
|                                                      | Aldo Ducci                                        | PCI-PSI                                           | Partito Socialista Italiano                       | 11 luglio 1975                                    | 21 luglio 1980                                    | Elezione 1975                                     |                                                   |                                                   |
|                                                      | Aldo Ducci                                        | PCI-PSI                                           | Partito Socialista Italiano                       | 21 luglio 1980                                    | 12 luglio 1985                                    | Elezione 1980                                     |                                                   |                                                   |
|                                                      | Aldo Ducci                                        | PCI-PSI                                           | Partito Socialista Italiano                       | 12 luglio 1985                                    | 28 giugno 1990                                    | Elezione 1985                                     |                                                   |                                                   |
|                                                      | Valdo Vannucci                                    |                                                   | Partito Socialista Italiano                       |                                                   | PCI-PSI-FdV-PRI                                   | 28 giugno 1990                                    | 8 maggio 1995                                     | Elezione 1990                                     |
| Sindaci eletti direttamente dai cittadini (dal 1995) |                                                   |                                                   |                                                   |                                                   |                                                   |                                                   |                                                   |                                                   |
| Nominativo                                           | Nominativo                                        | Partito                                           | Partito                                           | Coalizione                                        | Coalizione                                        | Mandato                                           | Mandato                                           | Elezione                                          |
| Nominativo                                           | Nominativo                                        | Partito                                           | Partito                                           | Coalizione                                        | Coalizione                                        | Inizio                                            | Fine                                              | Elezione                                          |
|                                                      | Paolo Ricci                                       |                                                   | Partito Popolare Italiano                         |                                                   | PDS-FdV-PPI-L. civiche                            | 8 maggio 1995                                     | 28 giugno 1999                                    | Elezione 1995                                     |
|                                                      | Luigi Lucherini                                   |                                                   | Forza Italia                                      |                                                   | FI-AN-CCD                                         | 28 giugno 1999                                    | 28 giugno 2004                                    | Elezione 1999                                     |
|                                                      | Luigi Lucherini                                   | FI-AN-UDC-L. civiche                              | Forza Italia                                      | 28 giugno 2004                                    | 21 febbraio 2006                                  | Elezione 2004                                     |                                                   |                                                   |
|                                                      | Carlo Striccoli (Commissario prefettizio)         | –                                                 | –                                                 | –                                                 | –                                                 | 21 febbraio 2006                                  | 11 aprile 2006                                    | –                                                 |
|                                                      | Melchiorre Fallica (Commissario prefettizio)      | –                                                 | –                                                 | –                                                 | –                                                 | 11 aprile 2006                                    | 30 maggio 2006                                    | –                                                 |
|                                                      | Giuseppe Fanfani                                  |                                                   | Democrazia è Libertà - La Margherita              |                                                   | DS-DL-PRC-FdV-RnP-L. civiche                      | 30 maggio 2006                                    | 19 maggio 2011                                    | Elezione 2006                                     |
|                                                      | Giuseppe Fanfani                                  | Partito Democratico                               |                                                   | PD-SEL-IdV-PRC-FdV                                | 19 maggio 2011                                    | 16 settembre 2014                                 | Elezione 2011                                     |                                                   |
|                                                      | Stefano Gasperini (Vicesindaco facente funzioni)  |                                                   | Partito Democratico                               | PD-SEL-IdV-PRC-FdV                                | 16 settembre 2014                                 | 16 giugno 2015                                    | Elezione 2011                                     |                                                   |
|                                                      | Alessandro Ghinelli                               |                                                   | Indipendente                                      |                                                   | FI-LN-FdI-L. civiche                              | 16 giugno 2015                                    | 6 ottobre 2020                                    | Elezione 2015                                     |
|                                                      | Alessandro Ghinelli                               | LN-FdI-FI-L. civiche                              | Indipendente                                      | 6 ottobre 2020                                    | in carica                                         | Elezione 2020                                     |                                                   |                                                   |